# Gene Fullmer
Gene Fullmer est un boxeur américain né le 21 juillet 1931 à West Jordan, Utah et mort dans cette ville le 27 avril 2015.

## Carrière
Passé professionnel en 1951, il devient champion du monde des poids moyens le 2 janvier 1957 en battant aux points Sugar Ray Robinson au Madison Square Garden de New York mais perd le combat revanche organisé le 1er mai 1957 par KO au 5e round.

## Distinctions
- Fullmer - Basilio I est élu combat de l'année en 1959 par Ring Magazine.
- Il est membre de l'International Boxing Hall of Fame depuis 1991.